# Ovanes Actarian
Ovanes Hrant Actarian (n.1885, Istanbul; d. 1959) a fost un industriaș și patriot armean din România. 

## Biografie
S-a născut în Turcia (Istanbul), unde, după terminarea claselor elementare, se înscrie la „Robert College”, un liceu particular din oraș, avînd engleza ca limbă de predare. După absolvire (1905), de teama prigoanelor declanșate de către autoritățile otomane împotriva armenilor, Hrant Actarian se refugiază în Bulgaria, la Ruse, unde găsește adăpost la un industriaș armean, Harutiun Frînghian (Frenkian), fabricant de zahăr în Bulgaria și în România. 
În timpul primului război mondial (1914-1916), Hrant Actarian este transferat de patron în România, la fabrica de zahăr din Roman, Sascut. După război se mută în Giurgiu, ca șef de serviciu la fabrica de zahăr din oraș. În perioada cît a locuit în orașul de pe Dunăre, Hrant Actarian, patriot, fire activă, a adus o contribuție deosebită în cadrul comunității armene din localitate, sprijinind ideea înființării unei școli elementare în limba armeană. 
În anul 1932 Hrant Actarian se stabilește cu întreaga familie în București. Pe vremea cînd arhiepiscopia armeană din România era condusă de episcopul Husik Zohrabian, în urma alegerilor din 1935, Hrant Actarian devine membru al Consiliului Eparhial din Capitală, între anii 1940-1944. La data de 16 februarie 1959, Hrant Actarian încetează din viață.